# 경북대학교 사범대학 부설고등학교
경북대학교 사범대학 부설고등학교(慶北大學校 師範大學 附設高等學校)는 대한민국 대구광역시 중구 대봉동에 위치한 국립 고등학교이다.

## 학교 연혁
- 1946년 10월 15일 : 대구사범대학부속중학교로 발족(4개 학년, 8학급 편성)
- 1951년 8월 14일 : 대구사범대학부속고등학교 설립인가(9학급 인가, 5학급 편성), 초대 신현길 교장 취임
- 1951년 9월 28일 : 개교식 및 입학식 거행(신입생 114명)
- 1952년 3월 22일 : 제1회 졸업식 거행(졸업생 27명)
- 1952년 5월 28일 : 경북대학교 개교에 의하여 교명을 「경북대학교사범대학부속고등학교」 로 개칭
- 1966년 9월 17일 : 학칙변경 인가(여자부 2학급 신설, 총 21학급 편성)
- 1992년 2월 14일 : 신축교사 준공 이전(보통교실 21실, 관리실 및 특별교실 19실)
- 2001년 3월 2일 : 대통령령 제17143호 국립학교설치령개정령에 의거 「경북대학교사범대학부설고등학교」 로 교명 변경
- 2003년 12월 26일 : 예체능관 개관
- 2013년 10월 8일 : 신관(서관) 준공
- 2014년 10월 24일 : 신관(과학실, 시청각실, 식당) 준공
- 2015년 10월 13일 : 운동장 인조 잔디 구장 완공
- 2021년 3월 1일 : 제18대 박재선 교장 취임
- 2022년 2월 9일 : 제73회 졸업식 거행(남 184명, 여 91명 계 275명, 총 졸업생 25,125명)
- 2022년 3월 2일 : 2022학년도 신입생 입학(남 162명, 여 77명 계 239명)

## 참고 자료
- 경북대학교 사범대학 부설고등학교 - 한국교육학술정보원 학교알리미